# Myopina martini
Myopina martini är en tvåvingeart som beskrevs av Griffiths 1986. Myopina martini ingår i släktet Myopina och familjen blomsterflugor.
Artens utbredningsområde är Alaska. Inga underarter finns listade i Catalogue of Life.